# 何潔思
何潔思（英語： /ˈdʒæzɛk/ JAZ-ek ，1950年代—）PC MP是一位加拿大醫生和政客。她是加拿大自由黨的黨員，目前在加拿大國會下議院代表萬錦—斯托夫維爾選區，曾擔任加拿大庫務總長及公共服務和採購廳廳長。
2021年10月，何潔思被任命為加拿大內閣安省南部聯邦經濟發展署署長。
此外，她亦曾於2007年至2018年間擔任代表橡樹嶺—萬錦選區的安省省議員。在她省議員的任期內，她於凱斯琳·韋恩麾下兩度入閣，先是2014至2018年間擔任社區及社會服務廳廳長，亦於2018年擔任衛生及長期護理廳廳長，更被擢升為內閣主席。

## 背景
何潔思出生於英国，父母分別是波蘭人和英國人。  1963 年，12歲的何潔思伴隨家人移民加拿大。她獲得了多倫多大學的醫學學士學位和醫療科學碩士學位，後來更獲得了約克大學工商管理碩士学位。
在多倫多惠仁醫院 (Women's College Hospital) 擔任全科醫生多年後，她又擔任了約克區首席醫官長達18年之久。多年来，她亦一直担任不同社区机构的董事会成员。

## 政治

### 安省省級政治
2003年，何潔思代表自由党在橡樹嶺選區參選，並以2,521票之差敗於時任議員法蘭克·克理斯。 
2007年，何潔思在新成立的橡樹嶺—萬錦選區參選，並以7,197票的优势击败保守党候选人菲尔·班农 (Phil Bannon) 和新民主党候选人珍妮丝·哈根 (Janice Hagan) 而勝出。她在2011年和2014年的選舉中亦順利連任。

#### 議會助理
2007年10月30日，何潔思被任命为促進衛生廳長的議會助理。在2009年9月11日，她被任命为環境廳長。 於2013年2月，她再度被任命為衛生及長期護理廳長的私人助理。 
於2011年至2014年，她在道爾頓·麥堅迪和凱瑟琳·韋恩擔任省長期間擔任黨團主席之位。此外，何潔思更是多個常設委員會的成員：公共會計委員會、社會政策委員會、政府機關委員會、財政委員會、以及經濟事務委員會。
何潔思亦是精神健康及成瘾问题特別委員會的成員。该特别委员会在全省各地举行了公开听证会，访问了精神健康及癖癮设施以及几个原住民社区，以更好地了解安大略省精神健康及癖癮项目面临的挑战。

#### 私人议员法案
2009年，何潔思提出了一项私人草案，即第117号法案，禁止15岁以下的骑手駕駛摩托车。 
2010年9月，她与進步保守党和新民主党议员共同发起了一项私人议员法案，旨在修订2000年《Arthur Wishart法案》（特许经营申報法案），以更好地保护潜在的特许经营者。 
2012年3月，Jaczek 提出一项私人议员法案，即第40号法案，宣布3月26日为癫痫病關注日。2013年2月，她提出了第16号法案，“修改2001年市政法，规定約克區主席必须由选举产生”。 2013年6月6日，该法案获得了三大政黨的支持，但由于2014年安大略省大选，法案最終胎死腹中。然而，在2016年11月，政府再度提出了將約克區主席改為直選的提案，可是卻被繼任的保守黨取消。

#### 省級內閣任命
2014年6月24日，何潔思被省长凱瑟琳·韋恩任命為社區及社會服務廳長，同時擔任內閣衛生、教育及社會政策委員會副主席。 
作為內閣廳長，何潔思改革了政府的社会輔助，其中包括監督該省進行基本收入的測試，以及成立穩定收入改革工作组，以制定更全面、以符合需求地確保民眾收入穩定。 何潔思還對弱能及弱智人士政策作出了重大改革，包括關閉安大略省的所有庇護工廠，並實施了安省終止販賣人口的策略。
2018年1月17日，何潔思被任命為內閣主席，同时繼續兼任社區及社會服務廳廳長。
2018年2月26日，她被任命為衛生及長期護理廳長。在她担任廳長期間，省政府向精神健康和癖癮服務方面撥出了21亿加元。 這筆撥款是在加拿大歷史上，精神健康和癖癮問題上最大的省级撥款。這次撥款的目的是提高社区為本的服务質素和可及性，包括建立15個额外的青少年健康中心和建造更多支持性住房。 
在2018年大选中，雅克在新建立的萬錦—斯杜夫維爾選區角逐連任。該選區涵盖了她原选区的东部，但被進步保守黨人保羅·卡蘭德击败。

### 聯邦級政治
2019年6月，有猜测称何潔思可能会进入联邦政界，并在該年的大選中作为自由黨候选人在万锦-斯托夫维尔选区競選，並與時任無黨籍議員，前自由黨籍的費普真爭奪該選區。2019年7月，何潔思宣佈她将在该选区竞选自由党提名。 
在第43届加拿大國會期间，何潔思提出了一项私人法案，即C-303号法案，即制定国家健康数据收集策略的法案，该法案旨在要求卫生廳長制定一项国家健康数据收集策略，包括为研究及政策制訂建立國家公共健康數據庫。 但該法案卻因為國會解散而胎死腹中。在 2022 年预算中， 联邦政府承诺与各省和地区合作，确保加拿大的医疗保健系统以健康数据为基础，这些数据将支持医疗保健系统的改进和加拿大人获取自己的个人数据的权利。
何潔思曾參與工业、科学和技术常设委员会 (INDU) 和交通、基础设施和社区常设委员会 (TRAN) 的委员。在COVID-19疫情期间，她亦应邀參與卫生常设委员会。 
2021年9月20日，何潔思再次当选为万锦—斯托夫维尔选区的国会议员。 

#### 聯邦級內閣任命
2021年10月16日，何潔思被任命为安省南部联邦经济发展署署長。 她还担任财政委员会副主席、内阁和解委员会副主席、内阁运营委员会成员以及内阁经济、包容及气候“A”委员会成员。
2022年8月31日，雅克泽克与Filomena Tassi互换职务，成为加拿大公共服务和采购部长兼接收总长，而塔西则成为安省南部經濟發展署署長；此次内阁改组是应Tassi的要求进行的，她要求调到一个工作量较小的职位，以处理家庭健康问题。 
2023年7月25日，她宣布将不会参加下届选举。  2024年10月，她公开呼籲对杜魯多的自由黨領導进行秘密投票， 並在其後吃的自由黨黨魁選舉中為馬克·卡尼背書。  2025年1月20日，她宣佈將會參加2025年加拿大聯邦大選。 